# Lynn Ngugi
Lynn Ngugi (Muranga, 2 de outubro de 1989) é uma jornalista e criadora de conteúdo digital queniana que possui um canal no Youtube de talk show, The Lynn Ngugi Show, onde compartilha histórias de quenianos inspiradores ou que abordam injustiças sociais. Foi classificada como uma das 100 mulheres mais inspiradoras do mundo, pela BBC 100 Women, no ano de 2021.

## Biografia
Filha de Margaret Ngugi, nasceu no dia 2 de outubro de 1980, no condado de Muranga, como Pauline Ngugi. Quando criança, após a separação de seus pais, Ngugi foi morar em Nairóbi com sua mãe e suas três irmãs.
Estudou na Escola Primária Ndururno. No ensino médio, foi aprovada para estudar na Escola Nacional Moi Girls, mas devido as condições financeiras de sua família. precisou estudar no Magumu High School, em South Kinangop, se formando em 2004. Após o ensino médio, foi trabalhar como atriz no Teatro Nacional do Quênia, dirigida por David Aliwah. No ano de 2011, começou a estudar Comunicação de Massa e Jornalismo de Transmissão na Escola de Estudos de Mídia da África Oriental, se formando em 2013.
Após se formar e não conseguir emprego no Quênia, Ngugi foi para Dubai com visto de turista, e conseguiu trabalhar como barista no Costa Coffee. Após seis meses, retornou para seu país, e novamente não conseguiu um emprego. Viajou para o Qatar, onde trabalhou como gerente de projetos no Qatar Foundation Research and Development, até 2016. Ao retornar para o Quênia, investiu em um talk show no Youtube, The Kilimani Mums Show. O canal de Ngugi precisou ser cancelado, devido a um processo de violação de direitos autorais. Em 2017, foi convidada para trabalhar como reporte do site Tuko. Mais tarde, a empresa a contratou como produtora de vídeo e desenvolvedora de conteúdo, em tempo integral. Na série Untold Stories, um documentário feito por Ngugi sobre como as mulheres de rua no Quênia lidam com períodos, ultrapassou de 600 mil visualizações e seu nome passou a ser reconhecido. Em 2 de setembro de 2021, pediu demissão do Tuko, e criou seu próprio canal no Youtube, com o talk show The Lynn Ngugi Show.
Em 2023, Ngugi entrou para a lista Top 40 Under 40, as 40 personalidades, abaixo dos 40 anos, mais influentes e progressistas pelo Business Daily do Nation Media Group.

## Prêmios
- 2020 - Humanitarian of the Year, pela Cafe Ngoma.[1]
- 2021 - BBC 100 Women.[1]
- 2021 - I Change Nations Community Ambassador Award.[1]
- 2022 - Women in Film Awards.[1]
- 2023 - Top 40 Under 40.[4]
- 2023 -  Gender Justice Champion Award.[4]